# 麥克·邁爾斯
麥克·約翰·邁爾斯（Michael John Myers，一般稱呼麥克·邁爾斯，Mike Myers，1963年5月25日—）是一位英國蘇格蘭裔加拿大人艾美獎得主、演員、喜劇演員、劇作家、電影製片，知名舞台劇喜劇《週六夜現場》及代表電影《反斗智多星》（Wayne's World）、《王牌大賤諜》系列（Austin Powers）及《史瑞克》。

## 生平
1963年5月日出生于加拿大。迈克很小时候就电视广告中亮过相，1975年系列剧《King of Kensington》中首次作为演员出场。此后陆续出演了几部电视剧。高中毕业梅尔斯加入多伦多一家喜剧剧团，在芝加哥和多伦多等地巡回演出。1989年被制作人洛恩·迈克尔斯（Lorne Michaels）相中。后在《周六夜现场》中担任演员和编剧，名气渐渐大了起来，并于当年获得一尊艾美奖。1992年梅尔斯迎来了演艺事业第一个高峰：扮演了《反"斗"智多星》（Wayne’s World）中那个酷爱重金属音乐、成天窝沙发上看电视家伙，与搭档达纳·卡维（Dana Carvey）的精彩表现获得当年度MTV特别设立的银幕双人奖。1997年主演《王牌大贱谍之神秘人》，大获成功，并接连推出两部续集。

## 作品列表

### 電影
- 《反"斗"智多星》（Wayne′s World，1992）
- 《蜜月危險期》（So I Married an Axe Murderer，1993）
- 《反"斗"智多星2》（Wayne′s World 2，1993）
- 《王牌大賤諜》（Austin Powers: International Man of Mystery，1997）
- 《54激情俱樂部》（54，1998）
- 《決戰阿拉斯加》（Mystery-Alaska ，1999）
- 《王牌大賤諜二部曲：時空賤諜007》（Austin Powers: The Spy Who Shagged Me ，1999）
- 《史瑞克》（Shrek，2001；配音）
- 《王牌大贱谍3》（Austin Powers in Goldmember，2002）
- 《我要飛上天》（View From The Top，2003）
- 《魔法靈貓》（The Cat in the Hat，2003）
- 《史瑞克2》（Shrek 2，2004；配音）
- 《史瑞克三世》（Shrek the third，2007；配音）
- 《愛情大師》（The Love Guru，2008；編劇，監製）

金酸梅獎最差男主角（2008）
金酸梅獎最差編劇（2008）
金酸梅獎最差影片（2008）
提名-國家電影獎最佳演出-男性（2008）
- 《惡棍特工》（Inglourious Basterds，2009）

廣播影評人協會獎最佳團體演出（2009）
提名-俄亥俄中部影評人協會獎最佳團體演出（2009）
提名-鳳凰城影評人協會獎最佳演員（2009）
提名-聖地亞哥影評人協會獎最佳團體演出（2009）
提名-美國演員工會獎最佳整體演出（2009）
- 《史瑞克快樂4神仙》（Shrek Forever After，2010；配音）

兒童票選獎在動畫電影中最喜愛配音（2010）
- 《奧斯卡禮儀》（Oscar Etiquette，2012；短片）
- 《有時生為加拿大人》（Being Canadian, Sometimes，2013；紀錄片）
- 《超級經紀人》（Supermensch: The Legend of Shep Gordon，2013；導演，紀錄片[1]）

提名-金酸梅最佳贖莓獎（2014）
- 《我是克里斯法利》（I Am Chris Farley，2015；紀錄片）
- 《刺殺終點戰》（Terminal，2018）
- 《波希米亞狂想曲》（Bohemian Rhapsody，2018）

### 電視劇
- 《肯辛頓之王》（King of Kensington，1975）
- 《蘭格萊德和卡爾加里小子》（Range Ryder and the Calgary Kid，1977）
- 《义犬荷贝》（The Littlest Hobo，1979）
- 《離奇》（Bizarre，1980）
- 《約翰和洋子：一個愛情故事》（Saturday Night Live，1985；未掛名，電視電影）
- 《適合茱莉》（Meet Julie，1987；配音，電視電影）
- 《這只是搖滾》（Saturday Night Live，1987）
- 《貓王故事》（Elvis Stories，1989；電視短片）
- 《週六夜現場》（Saturday Night Live，1989-1995；編劇）
- 《週六夜現場》（Saturday Night Live，1997；主持人）
- 《2008年MTV電影大獎》（2008 MTV Movie Awards，2008；主持人，電視特別節目）
- 《週六夜現場》（Saturday Night Live，2011）
- 《巨蟒剧团伦敦O2告别演出》（Monty Python Live (Mostly)，2014；電視特別節目）
- 《週六夜現場》（Saturday Night Live，2014）
- 《週六夜現場40週年特別節目》（Saturday Night Live 40th Anniversary Special，2015；電視特別節目）[2]

## 外部連結
- Mike Myers在互联网电影资料库（IMDb）上的資料（英文）
- Mike Myers在TV.com
- Food Bank For New York City public service announcement